# Ромелу Лукаку
Ромелу Лукаку Болинголи (роден 13 май 1993 г. в Антверпен, Белгия) е белгийски футболист, нападател на италианския Наполи.

## Кариера

### Юношески години
Лукаку се присъединява към своя местен отбор Рьопел Бом на 5 години. След 4 сезона там, Лукаку е открит от скаути на Лирсе, отбор от Белгия с установена юношеска академия. Той играе за Лирсе от 2004 до 2006 година, като вкарва 121 гола в 68 мача. След като „Лирсе“ отпада от белгийската лига, Андерлехт купува не по-малко от 13 млади играчи от „Лирсе“ през 2006, сред които е Лукаку. Той играе още 3 години като младеж с Андерлехт, отбелязвайки 131 гола в 93 мача.

### Андерлехт
Когато той става на 16 години на 13 май 2009 година, подписва професионален договор с Андерлехт до 2012 и 11 дена по-късно прави дебюта си в белгийската лига, на 24 май 2009 в плей-оф за първенството срещу Стандарт Лиеж, като влиза като резерва в 69 минута на мястото на защитника Виктор Бернандез. Андерлехт губи мача с 1 – 0. Лукаку вкарва първия си гол при мъжете срещу Зьолте Варегем в 89 минута, влизайки като резерва на мястото на Кану след 69 минути.

### Челси
През юни 2011 спортният директор на Андерлехт Херман ван Холсбек казва, че от белгийския клуб водят преговори с представителя на Висшата Лига Челси, признавайки за възможен трансфер. На 6 август 2011, Челси постига споразумение с Андерлехт за трансфера на цена около 13 милиона паунда, която може да нарасне до 18 милиона паунда в зависимост от представянето на футболиста. Лукаку получава номер 18 (носен преди това от Юрий Жирков) и подписва 5-годишен контракт. Той прави дебюта си у дома в мач срещу Норич Сити, спечелен от Челси с 3 – 1. Влиза като резерва на мястото на Фернандо Торес.

### Уест Бромич Албиън
Преди началото на сезон 2012/13 в Премиър лийг той е преотстъпен под наем в тима на Уест Бромич Албиан. В първите си мачове той влиза като резерва, но веднага показва че може да вкарва голове и до средата на сезона белгийският национал изиграва 16 мача, в които бележи 6 пъти и асистира веднъж. Също получава и един жълт картон.

### Манчестър Юнайтед
През 2017 г. преминава в Манчестър Юнайтед за 100 милиона паунда от Евъртън плюс Уейн Рунни.

## Статистика
| Отбор          | Сезон          | Първенство | Първенство | Първенство | Купа    | Купа   | Купа       | Европа  | Европа | Европа     | Общо    | Общо   | Общо       |
| Отбор          | Сезон          | Участия    | Голове     | Асистенции | Участия | Голове | Асистенции | Участия | Голове | Асистенции | Участия | Голове | Асистенции |
| -------------- | -------------- | ---------- | ---------- | ---------- | ------- | ------ | ---------- | ------- | ------ | ---------- | ------- | ------ | ---------- |
| Андерлехт      | 2008 – 09      | 1          | 0          | 0          | 0       | 0      | 0          | 0       | 0      | 0          | 1       | 0      | 0          |
| Андерлехт      | 2009 – 10      | 33         | 15         | 6          | 1       | 0      | 0          | 11      | 4      | 1          | 45      | 19     | 7          |
| Андерлехт      | 2010 – 11      | 37         | 16         | 7          | 2       | 0      | 0          | 11      | 4      | 0          | 50      | 20     | 7          |
| Андерлехт      | 2011 – 12      | 2          | 2          | 0          | 0       | 0      | 0          | 0       | 0      | 0          | 2       | 2      | 0          |
| Общо           | Общо           | 73         | 33         | 13         | 3       | 0      | 0          | 22      | 8      | 1          | 98      | 41     | 14         |
| Челси          | 2011 – 12      | 1          | 0          | 0          | 0       | 0      | 0          | 0       | 0      | 0          | 1       | 0      | 0          |
| Общо           | Общо           | 1          | 0          | 0          | 0       | 0      | 0          | 0       | 0      | 0          | 1       | 0      | 0          |
| Кариера (общо) | Кариера (общо) | 74         | 33         | 13         | 3       | 0      | 0          | 22      | 8      | 1          | 99      | 41     | 14         |

## Успехи
Андерлехт
- Белгийска Про Лига: 2009/10

Интер
- Серия А: 2020/21
- Копа Италия: 2022/23
- Суперкупа на Италия: 2022

Челси
- Световно Клубно Първенство: 2021

Наполи
- Серия А: 2024/25